# Cuterebra cuniculi
Cuterebra cuniculi är en tvåvingeart som först beskrevs av Clark 1797.  Cuterebra cuniculi ingår i släktet Cuterebra och familjen styngflugor. Inga underarter finns listade i Catalogue of Life.